# ライトノベルの挿絵画家一覧
ライトノベルの挿絵画家一覧（ライトノベルのさしえがかいちらん）は、ライトノベルの挿絵、口絵、装画などを手掛けるイラストレーターの一覧である。人物名の後の括弧内は代表的な作品名を示している。太字は、イラストレーター本人が漫画化している作品（スピンオフ作品を含む）。

## あ
- Ein（『姫宮さんの中の人』『超鋼女セーラ』）
- 亜方逸樹（『ドラゴンクライシス!』）
- アカバネ（『噛みつけ! アンノちゃん。』『風とリュートの調べにのせて』『いずも荘はいつも十月』）
- あさぎ桜（『少年陰陽師』『セイント・ビースト』）
- 徒花スクモ（『図書館戦争』）
- 文倉十（『狼と香辛料』『イチゴ色禁区』『イマジン秘蹟』『ビター・マイ・スウィート』）
- あらいずみるい（『スレイヤーズ』）
- 石田可奈（『魔法科高校の劣等生』）
- 和泉つばす（『ぼくのご主人様!?』『ガールズ★レボリューション』）
- 壱加（「悪ノ娘」ノベルシリーズ、「悪ノ大罪」ノベルシリーズ）
- 伊藤宗一（『いちばんうしろの大魔王』）
- いとうのいぢ（『涼宮ハルヒシリーズ』『灼眼のシャナ』）
- 伊藤ベン（『鋼鉄の白兎騎士団』『イリーガル・テクニカ』）
- 犬洞あん（『ふぉっくすている?』『俺ミーツリトルデビル!』『変態先輩と俺と彼女』『あやかしマニアックス!』）
- 狗神煌（『生徒会の一存』）
- 植田亮（『影≒光』『デモンパラサイト』『さよならピアノソナタ』『アニスと不機嫌な魔法使い』）
- 鵜飼沙樹
- 兎塚エイジ（『ゼロの使い魔』『神曲奏界ポリフォニカ』『異世界はスマートフォンとともに。』）
- うき（『EX!』）
- 宇木敦哉（『六百六十円の事情』、『ぼっちーズ』）
- 牛木義隆（『とくまでやる』『くじびき勇者さま』）
- U35（『進化の実〜知らないうちに勝ち組人生〜』）
- 閏月戈
- エナミカツミ（『バッカーノ!』『異世界食堂』）
- えれっと（『ネクラ少女は黒魔法で恋をする』『ぼくたちのリメイク』）
- 大塚真一郎（『Re:ゼロから始める異世界生活』）
- 大槍葦人（『密会〜アムロとララァ』『小さな魔女と空飛ぶ狐』）
- 小笠原智史（『トリシア先生シリーズ』）
- 緒方剛志（『ブギーポップは笑わない』『玻璃の惑星』）
- 沖麻実矢（『デルフィニア戦記』
- okiura（『IS 〈インフィニット・ストラトス〉』『学戦都市アスタリスク』）
- 尾崎弘宜（『EME』『ネクストエイジ』『天使のベースボール』『ダビデの心臓』『幽霊列車とこんぺい糖 メモリー・オブ・リガヤ』）
- 尾谷おさむ（『七姫物語』）
- 029（『はたらく魔王さま!』）

## か
- カズアキ（『レンズと悪魔』）
- 春日歩（『俺、ツインテールになります。』『最弱無敗の神装機竜』）
- 片山若子（『小市民シリーズ』『サクラコ・アトミカ』）
- 上条衿（『雅の婚カツ戦争』）
- karory（『ドレスな僕がやんごとなき方々の家庭教師様な件』）
- かんざきひろ（『俺の妹がこんなに可愛いわけがない』『エロマンガ先生』）
- 神奈月昇（『ゴブリンスレイヤー』）
- 岸田メル（『神様のメモ帳』）
- 切符（『のうりん』）
- 木村明広
- 京極しん（『ほうかご百物語』『セキララ!!』『もて?モテ!』）
- 草河遊也（『魔術士オーフェン』『邪鬼が来る!』『レディ・ガンナー』『月と闇の戦記』『BLACK BLOOD BROTHERS』）
- 日柳こより（『先輩とぼく』）
- くらぽん（『θ（シータ）11番ホームの妖精』）
- 椋本夏夜（『Add』『しずるさんシリーズ』『レベリオン』『レジンキャストミルク』『パーフェクト・ブラッド』）
- 黒星紅白（『キノの旅』『アリソン』『リリアとトレイズ』『メグとセロン』『放課後退魔録』『閉鎖のシステム』）
- KEI（『奇蹟の表現』『魔王の憂鬱』）
- 狐印（『かのこん』『這いよれ!ニャル子さん』『痛いのは嫌なので防御力に極振りしたいと思います。』）
- 弘司
- 越島はぐ（『ビブリア古書堂の事件手帖』）
- 近衛乙嗣（『ゴッデス!』『RIGHT×LIGHT』）
- こぶいち（『これはゾンビですか?』『緋弾のアリア』）
- 駒都えーじ（『まぶらほ』『イリヤの空、UFOの夏』『ゴールデンタイム』）
- 小宮裕太（『でぃ・えっち・えぃ』）
- 梱枝りこ（『つきツキ!』『銃皇無尽のファフニール』）

## さ
- 魚（『たま◇なま』）
- 桜はんぺん（『コンチェルトノート』『精霊使いの剣舞』）
- さそりがため（『C3 -シーキューブ-』）
- さとやす（『境界線上のホライゾン』などの都市世界』
- さんた茉莉（『オーバーイメージ』『夜のちょうちょと同居計画!』）
- さんば挿（『鍵開けキリエと封緘師』『BLACK SHEEP 黒き羊は聖夜に迷う』『クイーンズブレイド リベリオン1 気高き誓い』）
- 椎名優（『月と貴女に花束を』『麒麟は一途に恋をする』『エンジェル・ハウリング』『紅牙のルビーウルフ』『猫の地球儀』『モーフィアスの教室』『サクラダリセット』『本好きの下剋上』）
- 潮里潤（『リビティウム皇国のブタクサ姫』5 - 8巻）
- 四季童子（『フルメタル・パニック』『消閑の挑戦者』『モンスターコレクション・ノベル　イエル編、エルリク編、マリア編』『グロリアスドーン』『異世界迷宮でハーレムを』）
- シコルスキー（『十三番目のアリス』『暗闇にヤギを探して』『オウガにズームUP!』『パラレルまりなーず』『カンピオーネ!』）
- 島田フミカネ（『テスタメントシュピーゲル』）
- シライシユウコ（『ドッペルゲンガーの恋人』）
- 白羽奈尾（『レッドデータ・チルドレン』『正しいアクのすくい方』『アニメ化企画進行中(仮)!?』『VS!! ―正義の味方を倒すには―』）
- しらび（『りゅうおうのおしごと!』『86-エイティシックス-』）
- シロガネヒナ（『鳳凰堂みりあは働かない!』）
- 鈴ノ助（『悲劇の元凶となる最強外道ラスボス女王は民の為に尽くします。』他）
- 鈴平ひろ（『アキカン!』）
- 鈴見敦（『はなひな』『魔女の生徒会長』）
- 純珪一
- すみ兵
- 瀬田ヒナコ（『星宿姫伝』『螺旋のプリンセス』）
- せんむ（『けんぷファー』『クインテット!』）

## た
- 高階@聖人（『AKUMAで少女』『二人で始める世界征服』『二四〇九階の彼女』）
- たかやKi（『ありふれた職業で世界最強』『継母の連れ子が元カノだった』）
- 竹（『戯言シリーズ』『刀語』）
- 竹岡美穂（『“文学少女”シリーズ』『黄昏色の詠使い』）
- 武田日向（『GOSICK -ゴシック-』）
- つなこ（『デート・ア・ライブ』）
- 綱島志朗（『紫色のクオリア』）
- 津雪（『ウェスタディアの双星』）
- 蔓木鋼音
- 剣康之（『総理大臣 のえる!』）
- 鶴崎貴大
- てぃんくる（『Duel Dolls 〜白銀色の指輪と撫子色の乙女達〜』『マテリアルゴースト』『ロウきゅーぶ!』）
- THORES柴本（『トリニティ・ブラッド』）
- トモセシュンサク（『司書とハサミと短い鉛筆』『彼女は眼鏡HOLIC』『ようこそ実力至上主義の教室へ』）
- ともぞ（『ミスマルカ興国物語』）

## な
- なかじまゆか（『パパのいうことを聞きなさい!』『甘城ブリリアントパーク』）
- 中村龍徳
- 永田千秋（詠田千秋）
- 七草（『しにがみのバラッド。』『神様ゲーム』）
- 七瀬葵（『気象精霊記』『気象精霊ぷらくてぃか』『ミュートスノート戦記』）
- なもり（『ぷいぷい!』）
- 成瀬裕司（『真田十勇姫!』『アクマ・オージ』）
- 西脇ゆぅり（『シャムロック』）
- ニリツ（『処刑少女の生きる道』）
- 庭（『空色パンデミック』『エトランゼのすべて』）

## は
- はいむらきよたか（『とある魔術の禁書目録』『メイド刑事』）
- 葉賀ユイ(『バカとテストと召喚獣』)
- pako（『レンタルマギカ』）
- 箸井地図（『15×24』）
- 羽住都（乙一作品）
- ハラカズヒロ（『ログ・ホライズン』）
- 原田たけひと（『ダブルブリッド』『粛正プラトニック』『ショットガン刑事』『バイトでウィザード』）
- バーニア600（『RAIL WARS! -日本國有鉄道公安隊-』『ピクシー・ワークス』『ハーフボイルド・ワンダーガール』）
- ひだかなみ（『ルーク&レイリア』『乙女ゲームの破滅フラグしかない悪役令嬢に転生してしまった…』）
- ひな。（『デ・ジ・キャラット』）
- ひなた睦月（『H+P -ひめぱら-』）
- ひびき玲音（『マリア様がみてる』『神語りの玉座』）
- 日向悠二（『吉永さん家のガーゴイル』『タマラセ』）
- HIMA（『アクセル・ワールド』）
- x6suke（『狂乱家族日記』『魔界ヨメ!』）
- 藤田香（『悪魔のミカタ』『模造王女騒動記 フェイク・フェイク』『黒魔女さんが通る』）
- 藤ちょこ（『八男って、それはないでしょう!』『賢者の弟子を名乗る賢者』）
- 藤真拓哉（『R-15』『反逆者』『世界の危機はめくるめく!』『ウチの姫さまにはがっかりです…。』）
- ふゆの春秋（『放課後の魔術師』）
- フライ（『弱キャラ友崎くん』）
- ブリキ（『僕は友達が少ない』『電波女と青春男』）
- BUNBUN/abec（『カレとカノジョと召喚魔法』『薔薇のマリア』『僕らA.I』『神曲奏界ポリフォニカ ブラック・シリーズ』『ラジオガール・ウィズ・ジャミング』『ゾアハンター』『ソードアート・オンライン』）
- 放電映像（『我が家のお稲荷さま。』『あそびにいくヨ!』『大沢さんに好かれたい。』）
- ほんたにかなえ（『天川天音の否定公式』『おれと一乃のゲーム同好会活動日誌』）
- ぽんかん⑧(『やはり俺の青春ラブコメはまちがっている。』『生徒会探偵キリカ』)

## ま
- 松本テマリ（『まるマシリーズ』）
- ミギー（『荒野の恋』）
- みけおう（『ラブ★ゆう』）
- 深崎暮人（『冴えない彼女の育てかた』）
- みさくらなんこつ（『ルーンウルフは逃がさない!』『銀河観光旅館 宙の湯へいらっしゃ〜い!』）
- 三嶋くろね（『この素晴らしい世界に祝福を!』）
- 水沢深森（『かぐや魔王式!』『えくそしすた!』『夏海紗音と不思議な世界』）
- 水龍敬（『せっかくチートを貰って異世界に転移したんだから、好きなように生きてみたい』）
- 溝口ケージ（『さくら荘のペットな彼女』『青春ブタ野郎シリーズ』）
- 三月まうす（『蟲と眼球シリーズ』『ミラクルチロル44キロ』）
- 碧風羽
- 宮城（『トワ・ミカミ・テイルズ』『されど罪人は竜と踊る』『シャギードッグ』）
- 宮城とおこ（『ちょーシリーズ』『西風の皇子』『光炎のウィザード』）
- 宮坂みゆ（『生徒会ばーさす!』『一緒に革命しませんか?』）
- 宮下未紀（『よくわかる現代魔法』）
- みやま零（『ハイスクールD×D』『織田信奈の野望』『大奥のサクラ』）
- 深遊（『円環少女』『鋼殻のレギオス』『グランクレスト戦記』）
- 迎夏生（『フォーチュン・クエスト』）
- 武藤此史（『きゅーきゅーキュート!』）
- むりりん（『これはゾンビですか?』）
- 森沢晴行（『とある飛空士への追憶』『鳴弦の巫女』）

## や
- ヤス （『とらドラ!』『おと×まほ』『リバース・ブラッド』）
- ヤスダスズヒト（『神様家族』『デュラララ!!』『ダンジョンに出会いを求めるのは間違っているだろうか』）
- 山田章博（『十二国記』）
- 山本和枝（『悠久の翼と蒼き巫女』）
- 山本ケイジ/超肉（『半分の月がのぼる空』『サバキの時間』『助けて秋吉くん!』）
- 山本ヤマト（『9S〈ナインエス〉』『アルティメット・ファクター』『紅』）
- 由羅カイリ（『彩雲国物語』）
- よう太（『究極進化したフルダイブRPGが現実よりもクソゲーだったら』）
- 吉田健一（『シャングリ・ラ』）

## ら
- 涼香（『花×華』『101番目の百物語』）
- 輪くすさが（『最果てのパラディン』）
- 屡那（『上等。シリーズ』『聖剣の刀鍛冶』）
- 瑠奈璃亜
- るろお（『ムシウタ』『機巧少女は傷つかない』）
- REI（『すいーとブラッド』）
- redjuice（『ルー=ガルー 忌避すべき狼』『ヴィークルエンド』）
- ReDrop（『中古でも恋がしたい!』）
- refeia

## わ
- ワカマツカオリ（『幽霊探偵 久良知漱』）
- 若月神無 （『いぬかみっ!』）
- 和狸ナオ（『アスラクライン』）
- わんぱく（『脳Rギュル』）
- をん（『落第騎士の英雄譚』）